# Felm

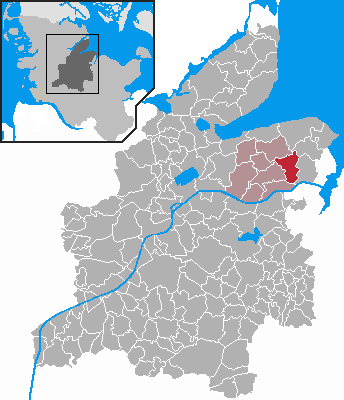
Mapas de localização de municípios em Schleswig-Holstein - Distrito Rendsburg-Eckernförde

Felm é um município da Alemanha, localizado no distrito de Rendsburg-Eckernförde, estado de Schleswig-Holstein.